# Welch (Virginia Occidental)
Welch es una ciudad ubicada en el condado de McDowell en el estado estadounidense de Virginia Occidental. En el Censo de 2010 tenía una población de 2406 habitantes y una densidad poblacional de 153,88 personas por km².

## Geografía

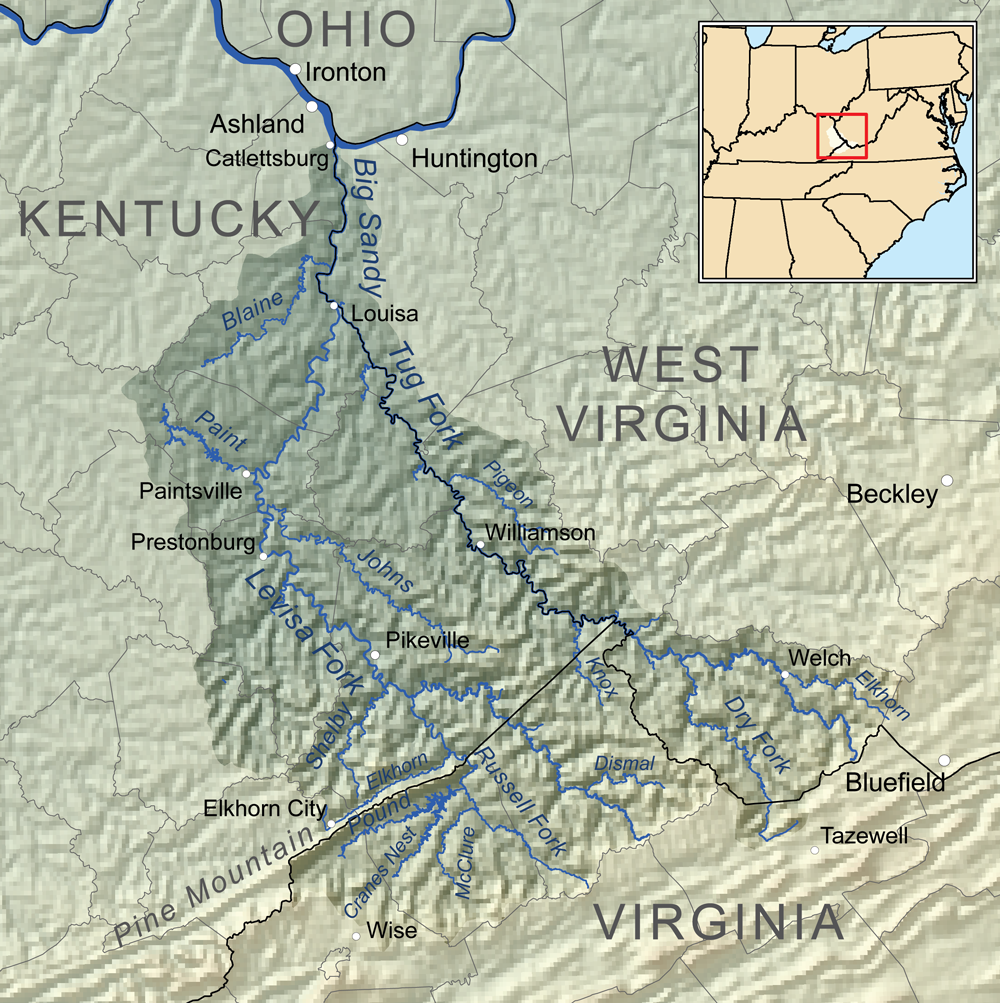
Mapa del río Big Sandy en el que aparece abajo a la derecha Welch

Welch se encuentra ubicada en las coordenadas 37°25′41″N 81°35′29″O / 37.42806, -81.59139. Según la Oficina del Censo de los Estados Unidos, Welch tiene una superficie total de 15,64 km², de la cual 15,56 km² corresponden a tierra firme y (0,48%) 0,08 km² es agua.

## Demografía
Según el censo de 2010, había 2406 personas residiendo en Welch. La densidad de población era de 153,88 hab./km². De los 2406 habitantes, Welch estaba compuesto por el 84,5% blancos, el 13,34% eran afroamericanos, el 0,08% eran amerindios, el 0,08% eran asiáticos, el 0% eran isleños del Pacífico, el 0% eran de otras razas y el 2% pertenecían a dos o más razas. Del total de la población el 0,75% eran hispanos o latinos de cualquier raza.